# Vasîlivka (Vasîlivka), Bilohirsk
Vasîlivka (în ucraineană Василівка) este localitatea de reședință a comunei Vasîlivka din raionul Bilohirsk, Republica Autonomă Crimeea, Ucraina.

## Demografie
Componența lingvistică a localității Vasîlivka
     Rusă (68,46%)
     Tătară crimeeană (24,83%)
     Ucraineană (5,05%)
     Alte limbi (0,47%)
Conform recensământului din 2001, majoritatea populației localității Vasîlivka era vorbitoare de rusă (68,46%), existând în minoritate și vorbitori de tătară crimeeană (24,83%) și ucraineană (5,05%).